# Artilleriemuseum Hämeenlinna
Das Museo Militaria in Hämeenlinna vereinigt unter seinem Dach drei zuvor gegründete wehrtechnische Museen. Das wichtigste ist das zentrale, militärhistorische Artilleriemuseum Finnlands. Jedoch sind auch das Pionier-Museum und das Nachrichtentechnik-Museum bedeutsame Sammlungen mit wichtigen Zeitzeugnissen.

## Lage

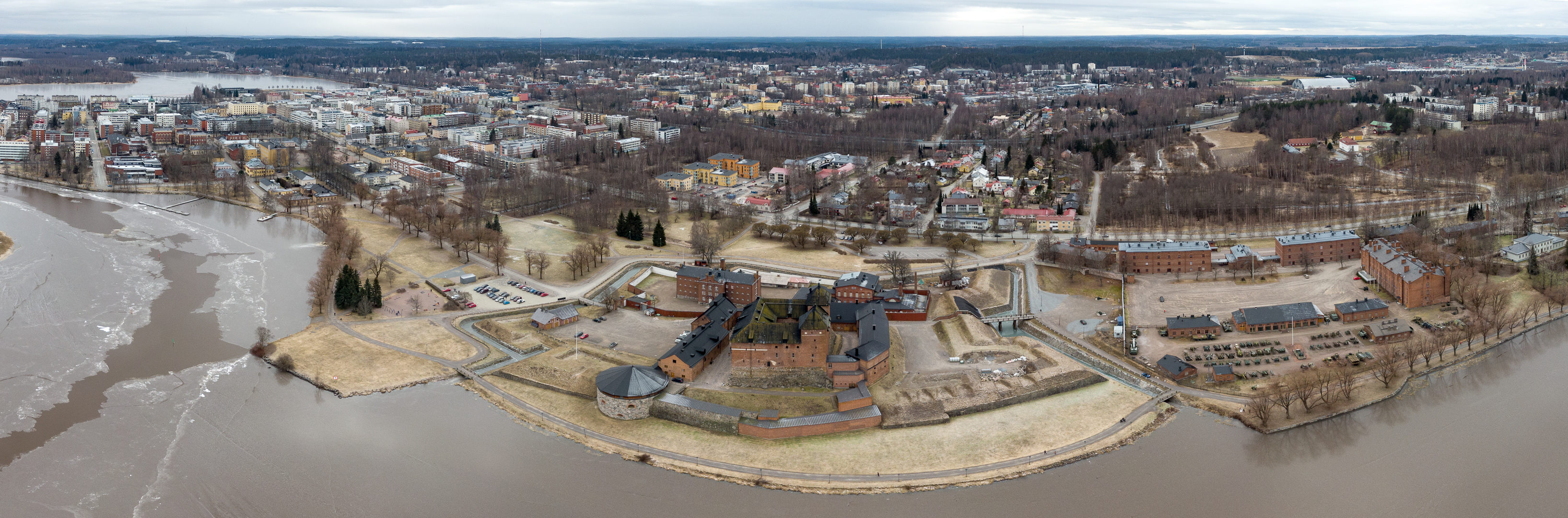
Burg und Museo Militaria Hämeenlinna

Hämeenlinna liegt, wie auch Parola, an der nordwärts verlaufenden Strecke von Helsinki nach Tammerfors. Durch die Stadt fließt der Fluss Hildenjoki, der in den Vanajavesi See mündet. Das Museum befindet sich unmittelbar nordwestlich der Festung mit der Burg Häme, welche nördlich des Zentrum liegt, am Ufer der Fluss. Die Gebäude sind ehemalige Kasernengebäude, welche zum Ende des 19. Jahrhunderts in Ziegelstein errichtet wurden.

## Geschichte
Das älteste Militärmuseum Finnlands, das Pioniermuseum, öffnete seine Tore bereits am 12. August 1945 in Koria. Hier war das Museum zunächst auf einem Kasernengelände in einem zuvor leerstehenden Gebäude untergebracht.
Im Jahr 1960 wurde auf Initiative von Generalmajor Olavi Huhtala, seinerzeit Inspekteur der Nachrichtentruppen, die Entscheidung getroffen ein Museum für die Nachrichtentruppen zu gründen. Man hatte seit den 1940er Jahren im zentralen Depot der Nachrichtentruppen Objekte und Unterlagen gesammelt. Dieses wurde 1965 nach Riihimäki überführt und einer 1963 gegründeten Traditionsvereinigung der Nachrichtentruppe übergeben.
In der Garnison von Riihimäki erhielt die Traditionsvereinigung den ehemaligen Offiziersclub als Ausstellungsfläche und ab dem 24. Mai 1974 wurde die Sammlung der Öffentlichkeit zugänglich gemacht. Der Traditionsverband Viestikilta ry blieb bis 1989 der Betreiber, dann übernahm der Verband des Nachrichtendienst die Leitung.
Im Jahr 1975 wurde die Organisation Association of Pioneer Weapons zum Betreiber des Pioniermuseum.
Gegründet 1977 und eröffnet, begann die Geschichte des Artilleriemuseums mit einer am 2. Juli 1944 in Kankaanpää Niinisalo gegründeten Artilleriesammlung, die zunächst in einem leerstehenden Gebäude einer ehemaligen Grundschule untergebracht war.
Im Jahr 1994 musste das Pioniermuseum vorübergehend geschlossen werden, as das Pionier-Bataillon Kymi von Koria nach Vekarajärvi verlegt wurde.
Im Jahr 1995 wurde die Entscheidung getroffen das Artilleriemuseum an einen für den Publikumsverkehr besser erreichbaren Ort zu verlegen.
Am 12. Mai 1997 wurde das verlagerte Artilleriemuseum in den Räumen der ehemaligen Schlosskaserne Hämeenlinna eröffnet. Bis Ende 2003 firmierte das Museum als Artilleriemuseum Hämeenlinna und wurde offiziell am 1. Januar 2004 in Finnisches Artilleriemuseum geändert. Erforderliche Renovierungs- und Instandsetzungsarbeiten der Gebäude übernahmen in erster Linie ehrenamtliche Mitarbeiter.
Es vergingen einige Jahre und 2003 begann ein Projekt, in dem die Sammlung des Pioniermuseums wieder der Öffentlichkeit zugänglich gemacht werden sollte. Am 30. Juni 2007 eröffnete das neue Pioniermuseum in Miehikkälä. Bis etwas 2013 war dieses Museum geöffnet und wurde dann nach Hämeenlina verlegt.
Das zentrale Museum der Nachrichtentruppen in Riihimäki wurde Ende 2012 geschlossen und sein Bestand an den Museumsstandort Hämeenlinna verbracht, dort wurden aus zuvor drei Museen eines.
Die Veränderung der Konzeption und die Integration anderer Museen führte zu einer neuerlichen Umfirmierung mit dem Jahreswechsel 2013. Das Museum wird heute als Museo Militaria bezeichnet.
Besonders wichtig ist jedoch weiterhin die Artilleriesammlung, denn auch heute noch verfügt das Museum über die größte Sammlung russischer beziehungsweise sowjetischer Waffen außerhalb von Russland.

## Ausstellungen
In der ständigen Ausstellung wird ein Überblick über die finnische Militärgeschichte präsentiert. Auf drei Gebäude verteilt und mit einem großen Artilleriepark im Außengelände, unterteilt sich die Sammlung in verschiedene Themenfelder. Mit Multimedia-Technologie werden Informationen zu den wichtigen Kriegsereignissen in den Jahren 1939 bis 1944 vermittelt. Die Filme der Ausstellung können im Museumsshop auch in englischer, schwedischer, deutscher und finnischer Sprache erworben werden.
Die Sammlung ist heute über den Themenbereich Artillerie hinausgewachsen und zeigt auch Exponate der finnischen Pionier- und Nachrichtentruppen.
Nachfolgend ein Ausschnitt von Ausstellungsbereichen und Objekten sowie Veranstaltungen des Museums:
- Geschütze im Außenbereich
  - 75 K 97-38 (Außenbereich)
  - 76 K 02-30 (Außenbereich)
  - 76 K 27 K (Außenbereich)
  - 76 K 36 (F-22) (Außenbereich)
  - 76 K 39 (USW) (Außenbereich)
  - 76-mm ZIS-3 (Außenbereich)
  - 105 H 10 (Außenbereich)
  - 105 K 17 (Außenbereich)
  - 105 H 18 (Außenbereich)
  - 105 H 18-40 (Außenbereich)
  - 105 H 18-41 (Außenbereich)
  - 105 K 29 (Außenbereich)
  - 105 K 34 (Außenbereich)
  - 105 H 37 (Außenbereich)
  - 105 H 41 (Außenbereich)
  - OTO Merla 56 (Außenbereich)
  - 107 K 10 (Außenbereich)
  - 120 K 78 09 31 (Außenbereich)
  - 120 K 78 10 31 (Außenbereich)
  - 120 K 78-16 (Außenbereich)
  - 122 H 09-37 (Außenbereich)
  - 122 H 31 (Außenbereich)
  - 150 H 06 (Außenbereich)
  - 150 H 15 (Außenbereich)
  - 150 H 18 (Außenbereich)
  - 152 K 77-190 p (Außenbereich)
  - 152 H 88 (Außenbereich)
  - 152 K 04 (Außenbereich)
  - 152 H 09-30 (Außenbereich)
  - 152 H 10 (Außenbereich)
  - 152 H 30 (Außenbereich)
  - 152 K (ML-20) (Außenbereich)
  - 155 K 77 Belagerungsgeschütz (Außenbereich)
  - 155 H 15 (Außenbereich)
  - 160 Krh 57 (Außenbereich)
  - 210 H 17 (Außenbereich)
  - 280 RakH 44 (Außenbereich)
  - 300 Krh 42 (Außenbereich)
  - 5.5-inch Ordnance BL (Außenbereich)
  - 6-inch 200-Pfünder Belagerungskanone (Außenbereich)
  - 8-inch Ordnance BL Mk 7 (Außenbereich)

- Geschütze Innenbereich
  - 19th century field gun (Innenbereich)
  - 20 ltKiv 39-44 (Innenbereich)
  - 38-mm Minenwerfer (Innenbereich)
  - 63-mm-Baranovsk Gun (Innenbereich)
  - 75 K 00 (Innenbereich)
  - 75 K 01 (Innenbereich)
  - 75 K 02 (Innenbereich)
  - 75-mm Meiji 31 Gebirgskanone (Innenbereich)
  - 75 K 97 (Innenbereich)
  - Cannone da 75 modello 11 (Innenbereich)
  - 76 K 27 (Innenbereich)
  - 76 VK 04 (Innenbereich)
  - 76-mm-Gebirgskanone M1938 (Innenbereich)
  - 81-mm-Tampella (Innenbereich)
  - 87 K 77 (Innenbereich)
  - 105 H 37 (Innenbereich)
  - 105 H 61-37 (Innenbereich)
  - 105 H 16-F3 (Innenbereich)
  - 107 K 77 Ptri (Innenbereich)
  - 120 MH 01 (Innenbereich)
  - 120 Khr 40 (Innenbereich)
  - 122 H 09-30 (Innenbereich)
  - 150 H 14 (Innenbereich)
  - 150 Rkh 41 (Innenbereich)
  - 152 H 15 (Innenbereich)
  - 152 H 17 (Innenbereich)
  - 152 M 1854 (Innenbereich)
  - 17-cm-Minenwerfer (Innenbereich)

- Artilleriefahrzeuge
  - TD-14 McCormick International (Außenbereich)
  - GAZ-69 (Außenbereich)
  - BV 206 (Außenbereich)
  - Luna M Frog 7 (Außenbereich)
  - 2S3 (Außenbereich)
  - ATS-59 SU (Außenbereich)
  - AT-S SU (Außenbereich)
  - TELAK 91 (Außenbereich)

- Dioramen
  - 4-spännige Protze (Innenbereich)
  - Funkstelle (Innenbereich)
  - Stube (Kaserne) (Innenbereich)
  - UN Posten (Innenbereich)

- Pionierfahrzeuge
  - TMM-3 (Außenbereich)
  - KrAZ 55 PMP (Außenbereich)

- Militärmaterial
  - 122-mm raketti (Innenbereich)
  - Engrs Assault Raft (Innenbereich)
  - Electric Thunderbird MKI (Innenbereich)

- Veranstaltungen/Sonderausstellungen
  - 20xx xxxxx